# Moments Together
Moments Together è un album di Ray Anthony, pubblicato dalla Capitol Records nel 1957.

## Tracce
Lato A
1. Love Is Here to Stay – 3:09 (George Gershwin, Ira Gershwin) – Registrato il 4 giugno 1957 al Capitol Tower Studios di Hollywood, California
2. Careless – 2:58 (Eddy Howard, Dick Jurgens, Quadling) – Registrato il 7 giugno 1957 al Capitol Tower Studios di Hollywood, California
3. Everything I Have Is Yours – 3:30 (Harold Adamson, Burton Lane) – Registrato il 7 giugno 1957 al Capitol Tower Studios di Hollywood, California
4. Many Faces – 2:11 (Dick Stabile, Ray Anthony, Larry Coleman) – Registrato il 4 giugno 1957 al Capitol Tower Studios di Hollywood, California
5. Goodnight Waltz – 2:45 (Jean Geiringer, Leonard K. Marker, Carroll Coates) – Registrato il 7 giugno 1957 al Capitol Tower Studios di Hollywood, California
6. No Other Love – 3:08 (Richard Rodgers, Oscar Hammerstein II) – Registrato il 4 giugno 1957 al Capitol Tower Studios di Hollywood, California

Durata totale: 17:41
Lato B
1. Please, Mr. Sun – 2:34 (Ray Getzov, Sid Frank) – Registrato il 7 giugno 1957 al Capitol Tower Studios di Hollywood, California
2. The Things I Love – 2:55 (Lewis Harris, Harold Barlow) – Registrato il 7 giugno 1957 al Capitol Tower Studios di Hollywood, California
3. With You in Mind – 3:13 (Marian McPartland) – Registrato il 7 giugno 1957 al Capitol Tower Studios di Hollywood, California
4. Oh! What It Seemed to Be – 3:12 (Bennie Benjamin, Frankie Carle, George David Weiss) – Registrato il 7 giugno 1957 al Capitol Tower Studios di Hollywood, California
5. In Time – 2:20 (John Lehmann, Lionel Newman) – Registrato il 4 giugno 1957 al Capitol Tower Studios di Hollywood, California
6. If I Ever Love Again – 3:20 (Dick Reynolds, Russ Carlyle) – Registrato il 15 maggio 1957 al Capitol Tower Studios di Hollywood, California

Durata totale: 17:34

## Musicisti
Love Is Here to Stay / Many Faces / No Other Love / In Time
- Ray Anthony - tromba
- Jack Laubach - tromba
- Knobby Liderbauch - tromba
- Ray Lynn - tromba
- Jimmy Henderson - trombone
- Lew McCreary - trombone
- Jimmy Priddy - trombone
- Med Flory - sassofono alto
- Gene Merlino - sassofono alto
- Bob Enevoldsen - sassofono tenore
- Jeff Massingill - sassofono tenore
- Leo Anthony - sassofono baritono
- Paul Smith - pianoforte
- Al Viola - chitarra
- Don Simpson - contrabbasso
- Bill Richmond - batteria
- The Anthony Choir (gruppo vocale) - cori
- Sconosciuto - arrangiamenti

Careless / Everything I Have Is Yours / Goodnight Waltz / Please, Mr. Sun / The Things I Love / With You in Mind / Oh! What It Seemed to Be
- Ray Anthony - tromba
- Jack Holman - tromba
- Knobby Liderbauch - tromba
- Ray Lynn - tromba
- Jimmy Henderson - trombone
- Lew McCreary - trombone
- Jimmy Priddy - trombone
- Med Flory - sassofono alto
- Gene Merlino - sassofono alto
- Bob Enevoldsen - sassofono tenore
- Jeff Massingill - sassofono tenore
- Leo Anthony - sassofono baritono
- Paul Smith - pianoforte
- Al Viola - chitarra
- Don Simpson - contrabbasso
- Bill Richmond - batteria
- The Anthony Choir (gruppo vocale) - cori
- Sconosciuto - arrangiamenti

If I Ever Love Again
- Ray Anthony - tromba
- Jack Holman - tromba
- Knobby Liderbauch - tromba
- Ray Lynn - tromba
- Jimmy Henderson - trombone
- Lew McCreary - trombone
- Jimmy Priddy - trombone
- Med Flory - sassofono alto, clarinetto
- Gene Merlino - sassofono alto
- Bob Enevoldsen - sassofono tenore
- Jeff Massingill - sassofono tenore
- Leo Anthony - sassofono baritono
- Paul Smith - pianoforte
- Al Viola - chitarra
- Don Simpson - contrabbasso
- Bill Richmond - batteria
- Sconosciuti - cori
- Sconosciuto - arrangiamento